# 樂富廣場
樂富廣場（英語：Lok Fu Place）是位於香港九龍黃大仙區樂富聯合道198號的香港公共屋邨商場，共分為二期、合共有389,616平方呎零售面積、三個停車場車位數目共793個，現由領展管理，鄰近港鐵樂富站、樂富巴士總站、橫頭磡邨、樂富邨、樂富遊樂場、香港房屋委員會客務中心。商場前稱為樂富中心，由香港房屋委員會發展及管理，現A區與樂富邨曾一併於1984至1985年落成，樓高四層，附設街市及樂富市集，上蓋為樂富邨宏康樓、宏逸樓、宏順樓及宏達樓，而B區於1991年落成，樓高六層，附設樂富專線小巴總站、玻璃幕牆天花設計的商場中庭及商場平台，為當時唯一一個附設戲院及首個附設日資百貨公司的最大面積公屋商場，吸引區外人流消費。
2006年由領展接管後，第一期商場進行為期四年的大規模改建，改稱為A區，引入首度於公屋商場開設分店的UNY生活創庫百貨公司、Uniqlo。2010年第二期商場進行為期一年的翻新，改稱為B區。樂富廣場於香港房屋委員會及領展時期一直是最具規模及收益最高的「重點商場」。A區地舖OK便利店(樂富巴士總站旁)、B區地舖中國銀行及渣打銀行、樂富公共圖書館、樂富郵政局、樂富街市、樂富市集為商場開業至今仍然原址營業的商戶。

## 概要
商場前稱為樂富中心，建於橫頭磡徙置區第12至14座原址。上蓋的樓宇是初期仍屬橫頭磡邨的宏康樓、宏逸樓、宏順樓及宏達樓，而這些樓宇在1991年改撥往樂富邨，在那段時間一度出現房委會屋邨的同名商場是另一屋邨／屋苑的情況（這情況同樣在鯉魚門廣場出現，雖與鯉魚門邨同名但實際上是油美苑的基座）。
2009年1月15日，樂富中心更名為現稱。樂富廣場亦為領展首個專程開設獨立官方網站的旗下商場。
領展於2008年起為商場物業進行耗資超過4.23億港元的提升工程，於2011年4月全部完成並重新開幕。領展於2016年將英文名稱由Lok Fu Plaza改為Lok Fu Place。

## A區（前稱一期）

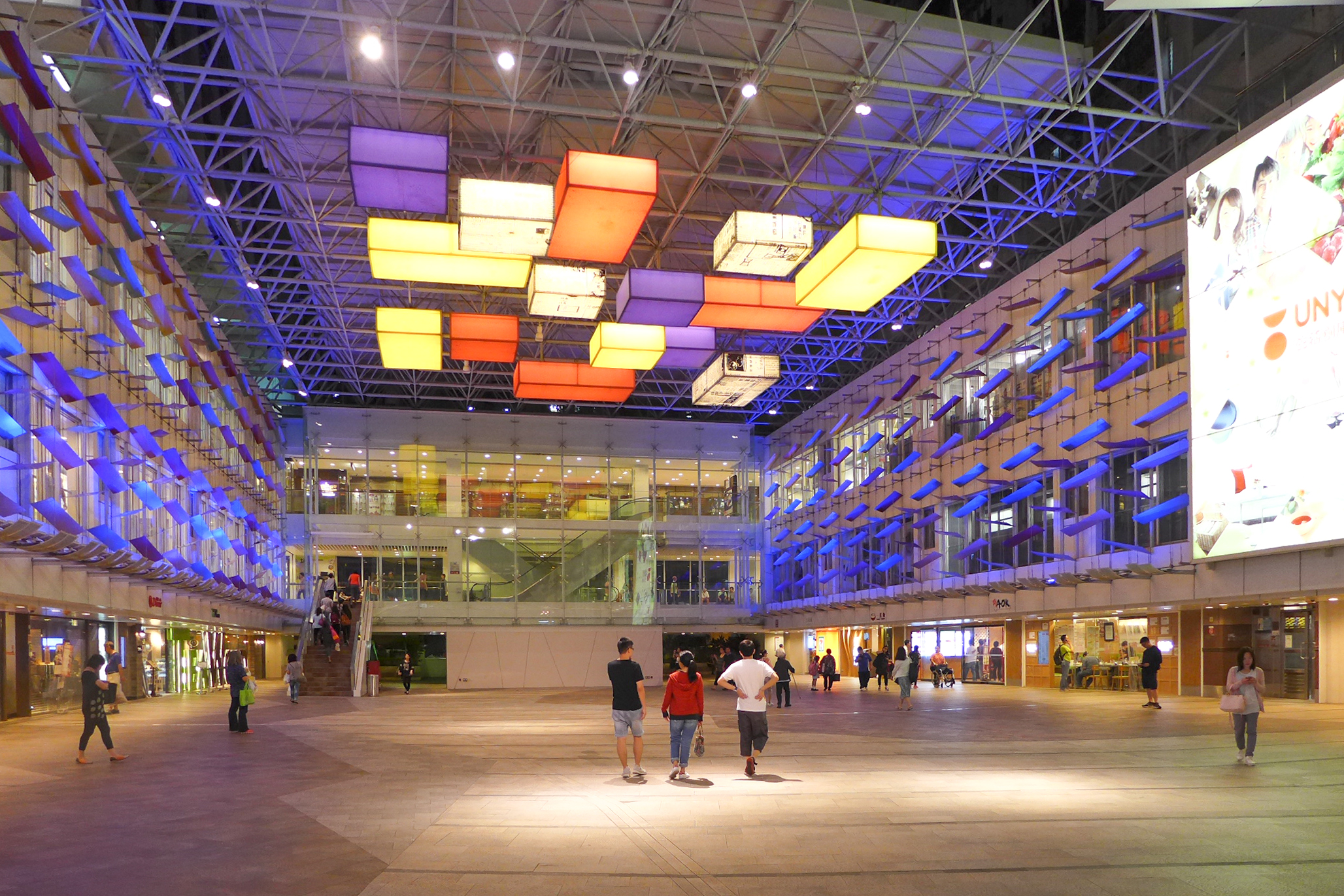
晚上的樂富廣場A區平台

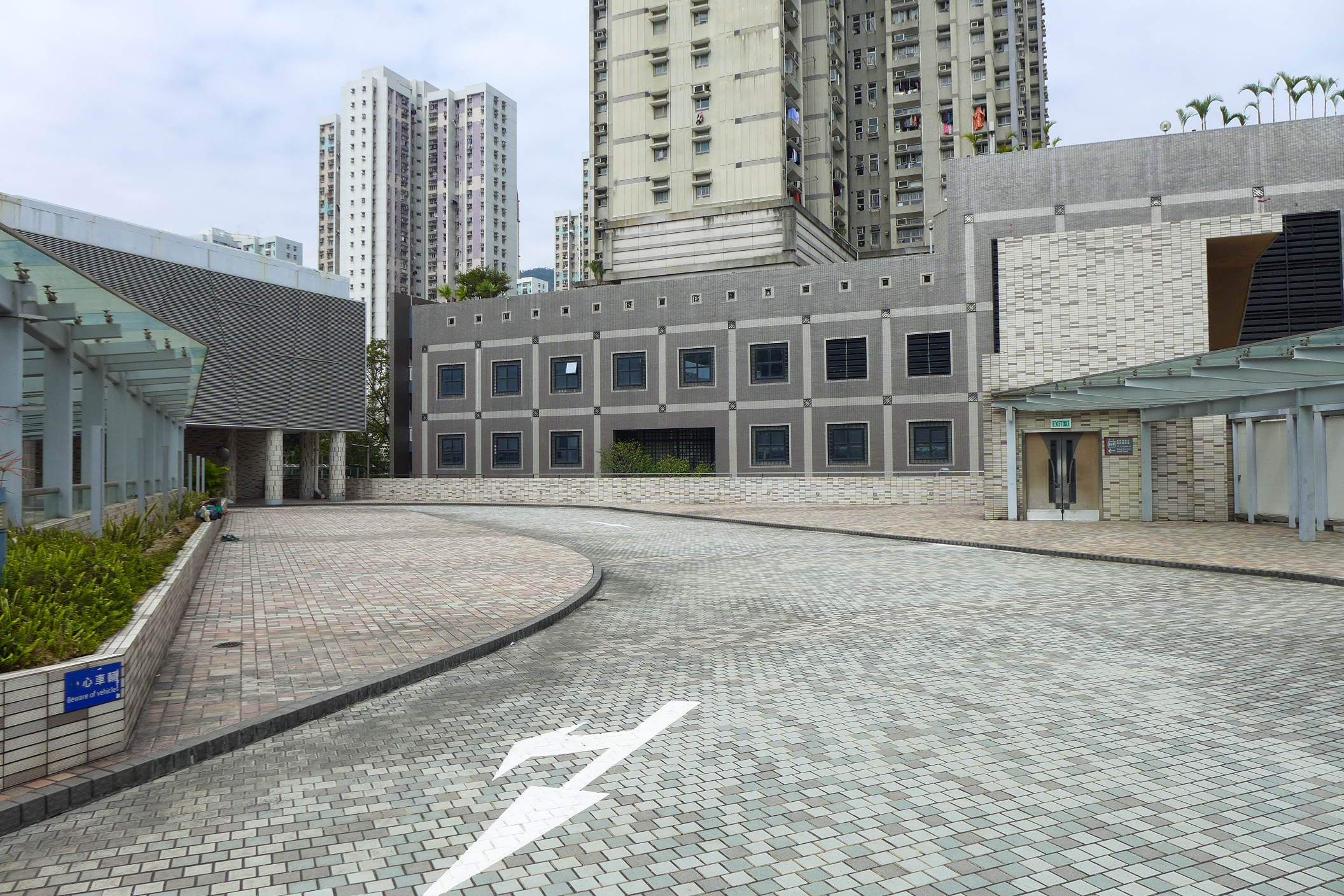
樂富廣場於2011年翻新時興建了上落客區，但因無法與聯合道連接而荒廢至今

第一期商場由鍾華楠建築師事務所設計，1985年9月27日由時任財政司彭勵治主持開幕啟用，商場零售面積約21,700平方米，共有逾300個商舖。此商場除了有各色各樣的零售及服務行業外，並設有街市、乾貨市場（現樂富市集）及熟食檔（現改為停車場）及設有一個大型半露天式的平台可用作商業推廣活動場地，室外部份名為「樂富園」的園林，亦由著名香港建築師鍾華楠於1979年設計。
2006年一期商場改建前商戶有榮華餅家（現有咸有甜位置）、屈臣氏（現茜廊位置）、麥當勞（現壽司郎位置）、大眾書局（現alfafa位置）、美心MX（現匯豐銀行位置）、乾貨市場（現樂富市集位置）、豐澤電器（現茜廊樓上位置）、惠康超級市場（現uniqlo位置）、天福大酒樓（現UNY生活創庫超級市場及廿一堂位置）、機動遊戲遊樂場所/美國冒險樂園（現UNY生活創庫美食廣場位置）、樂富街市、大滿貫（現米線陣、一粥麵、香港仔南記粉麵位置）、仿膳餅莊/牛車水餐廳（現囍運冰室位置）、百佳超級市場（現日本城至髮城位置）、實惠家居（現Living Plaza by Aeon位置）、艷霞玩具模型店（前東東雲吞麵旁位置）、萬寧（現平昌位置）、麵包廊/聖安娜餅屋、髮城（現奇華餅家位置）、東東雲吞麵（現星巴克位置）、馬利奧/肯德基（現Maple位置）等。

### 改建工程
房委會及房屋署曾於1990年代為商場一期進行改善工程，以新製彎曲組件覆蓋外圍牆身，並在上方增加了鋁製廣告外板。
第一期商場在2006年起開始在資產提升工程下分階段進行大規模改建，2008年樂富園及第一期商場獨立兩層部份（當時商戶為美心MX）因領展對一期商場欲進行大規模改建而分階段被拆卸，在2010年中整體上已完成改建，昔日第一期商場間隔已面目全非。戶外 樂富園改為密封冷氣商場擴建部份，將原來開放式的商場通道改為密封式空調商場通道。改建後大部份A區商場商鋪主要為中檔的連鎖店。以往主要由街坊所開設的其中逾30間小店如1993年開業集雅莊、艷霞玩具模型店等則移遷到A區商場的 樂富市集（即原來的乾貨市場位置，前稱匯樂里，後縮細）繼續營業，但2020年起陸續離場。
2010年A區商場改建後隨即商戶有二樓及三樓UNY生活創庫百貨公司（2019年起棄租三樓）、一樓Uniqlo（首間公屋商場分店）、一粥麵、二樓屈臣氏、三樓萬寧、三聯書店、醫務中心、典雅髮廊、匯樂里蛋撻王等。

#### UNY生活創庫
改建後商場A區最大商戶UNY生活創庫在2010年6月1日起開始試業，並在同月5日正式開幕，佔兩層。店內在二樓設有超級市場（32,000平方呎）、美食廣場、傢俬、電器，三樓則設有精品玩具、時裝及化妝品專層。
2019年第二季，UNY生活創庫大幅縮減規模，棄租三樓部份，並分階段進行翻新工程。同年11月23日重新開業後佔地6萬8千呎，只原址保留超級市場、美食廣場，及保留傢俬、電器、玩具部。

### 第二次翻新
隨UNY棄租三樓，領展同時為商場進行翻新工程，工程包括翻新中庭及更換中庭的扶手電梯、加建連接一、二樓的扶手電梯、縮細樂富市集、改建向聯合道的出入口並增設扶手電梯、改建三樓UNY棄租的空間並分間成多間商舖包括2020年9月開業的Living Plaza by Aeon等。工程已於2020年10月完成。

### 樂富街市

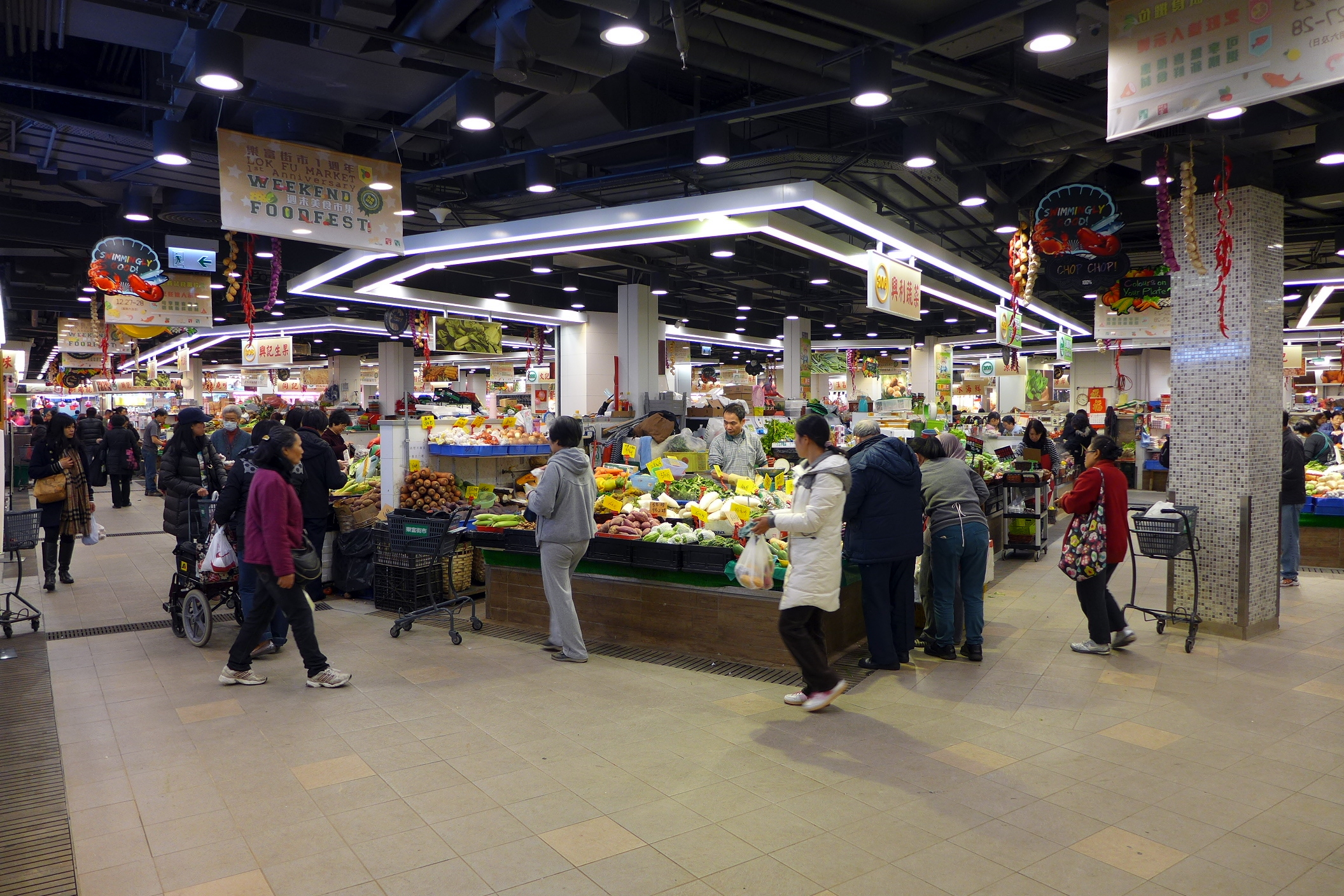
樂富街市

領展耗資1.2億港元為樂富街市進行翻新工程，於2013年10月完成；街市經領展翻新後變成為豪裝高級街市，引入售賣高級牛扒、羊架、芝士、紅酒等高檔商品；但租金大幅上升，其中生果檔由原來約5800元，加價至2.3萬元，漲幅近3倍，因此在翻新後使不少基層熟客流失。

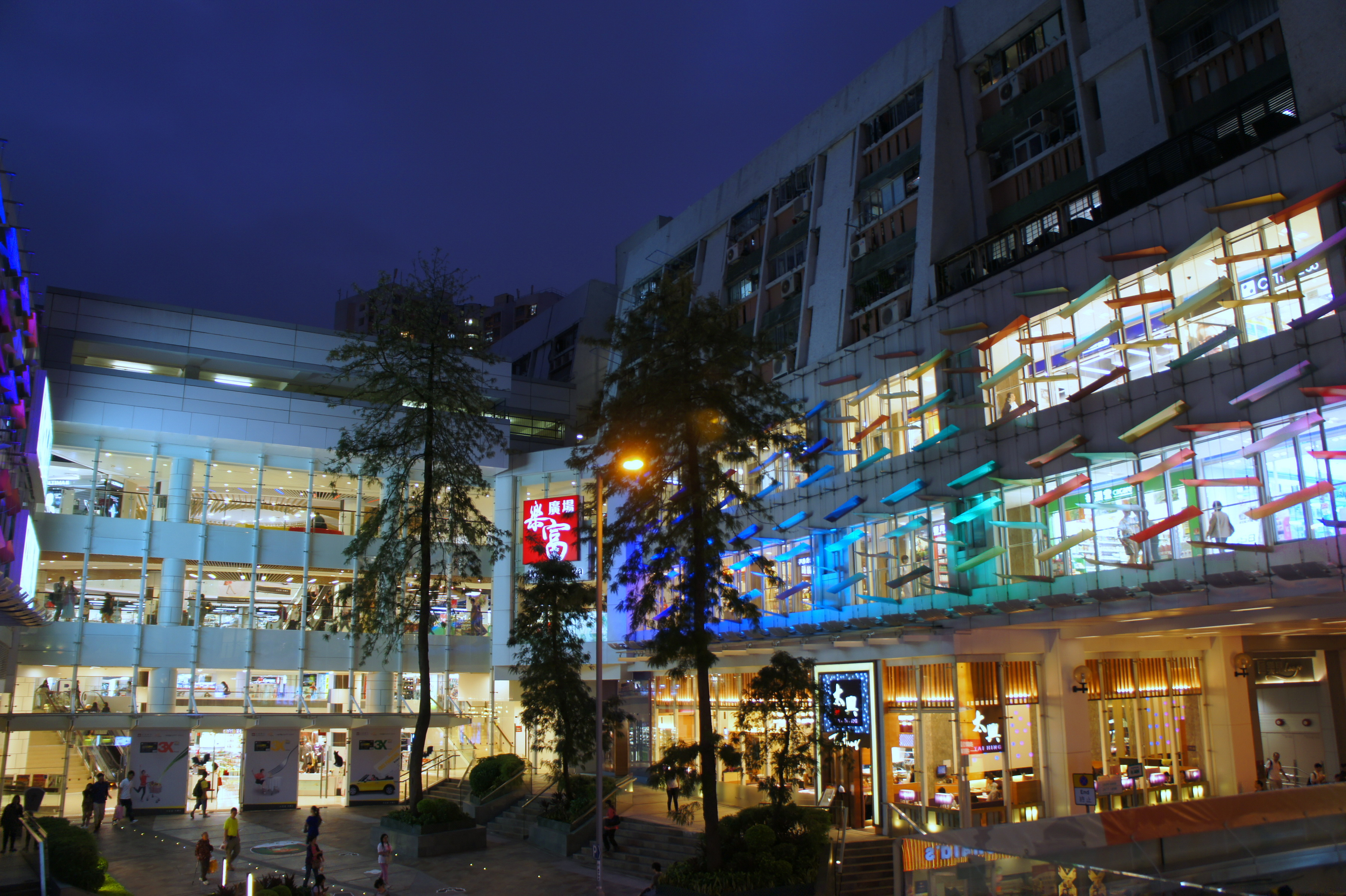
樂富廣場A區於橫頭磡南道的入口
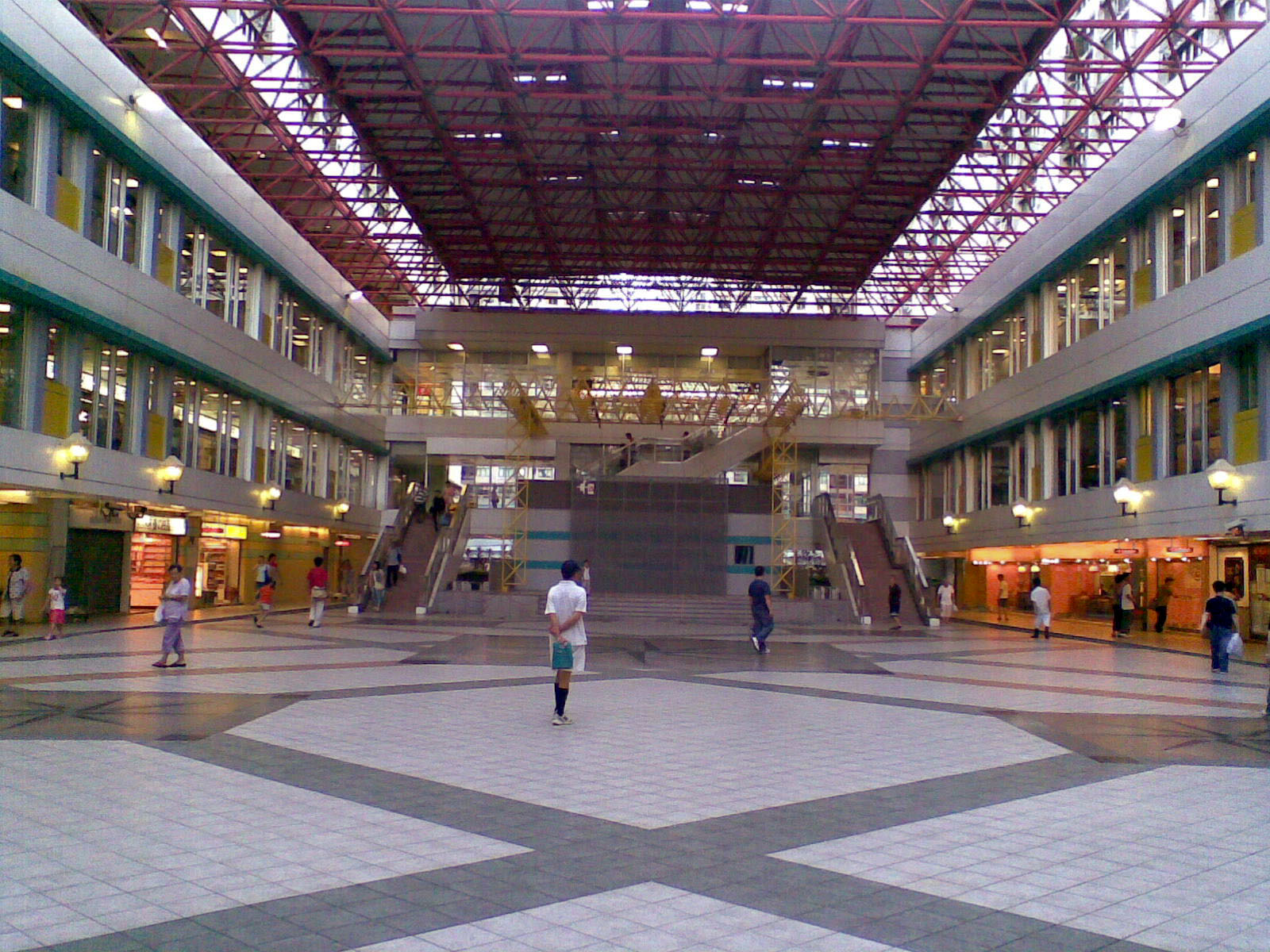
翻新前樂富中心一期平台（2007年）
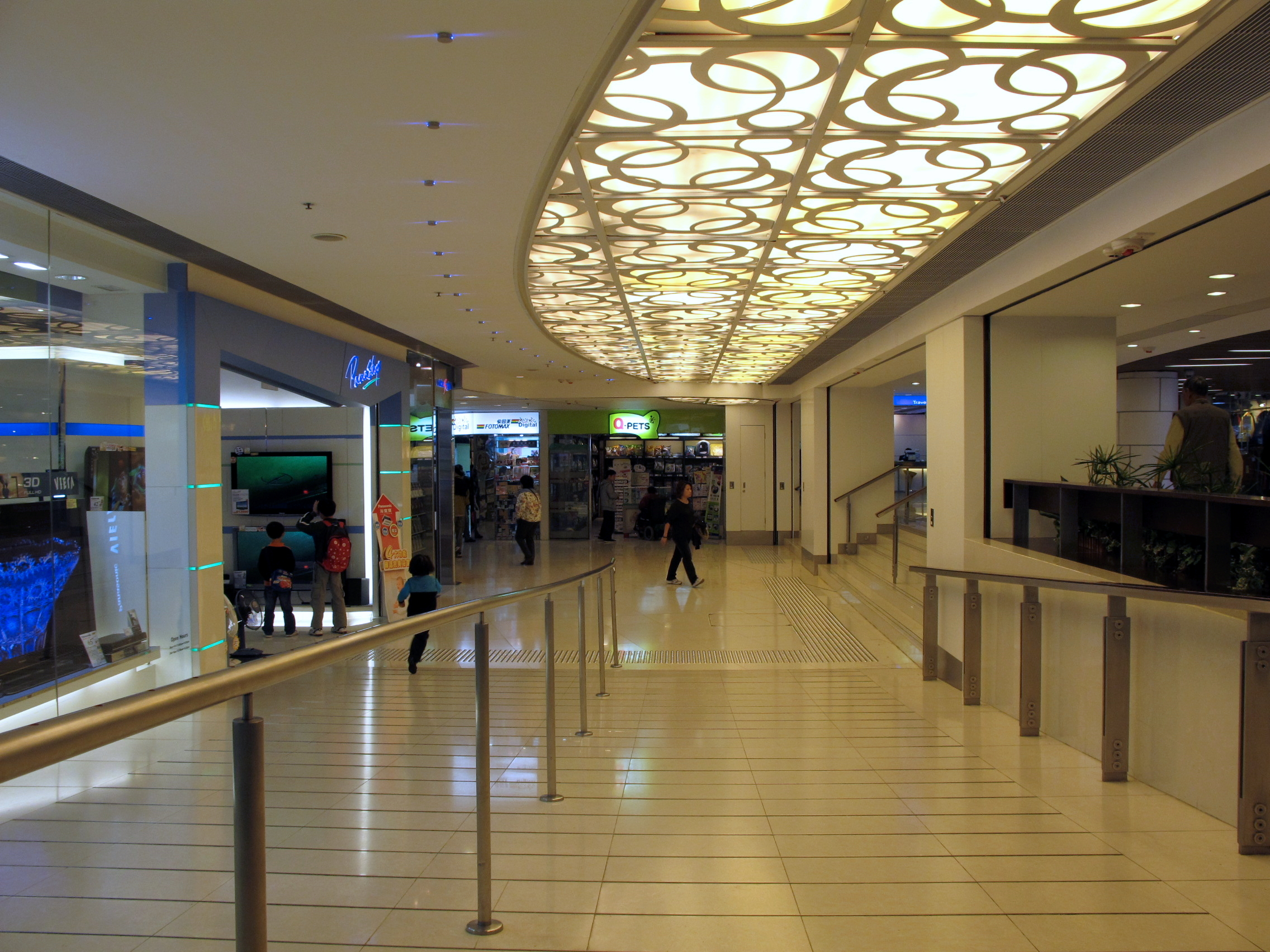
翻新後樂富廣場A區地下通道（2011年）
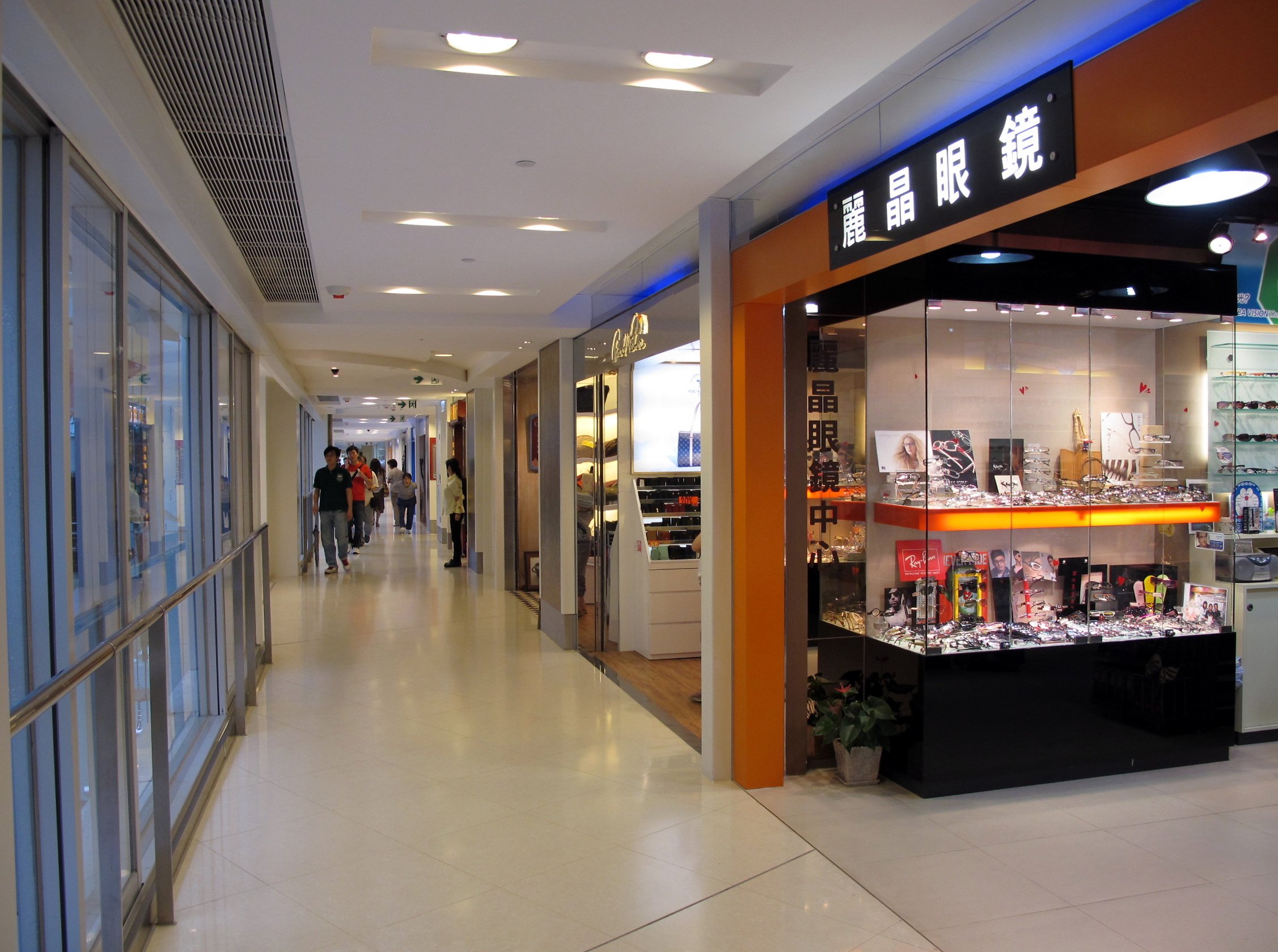
翻新後2樓通道
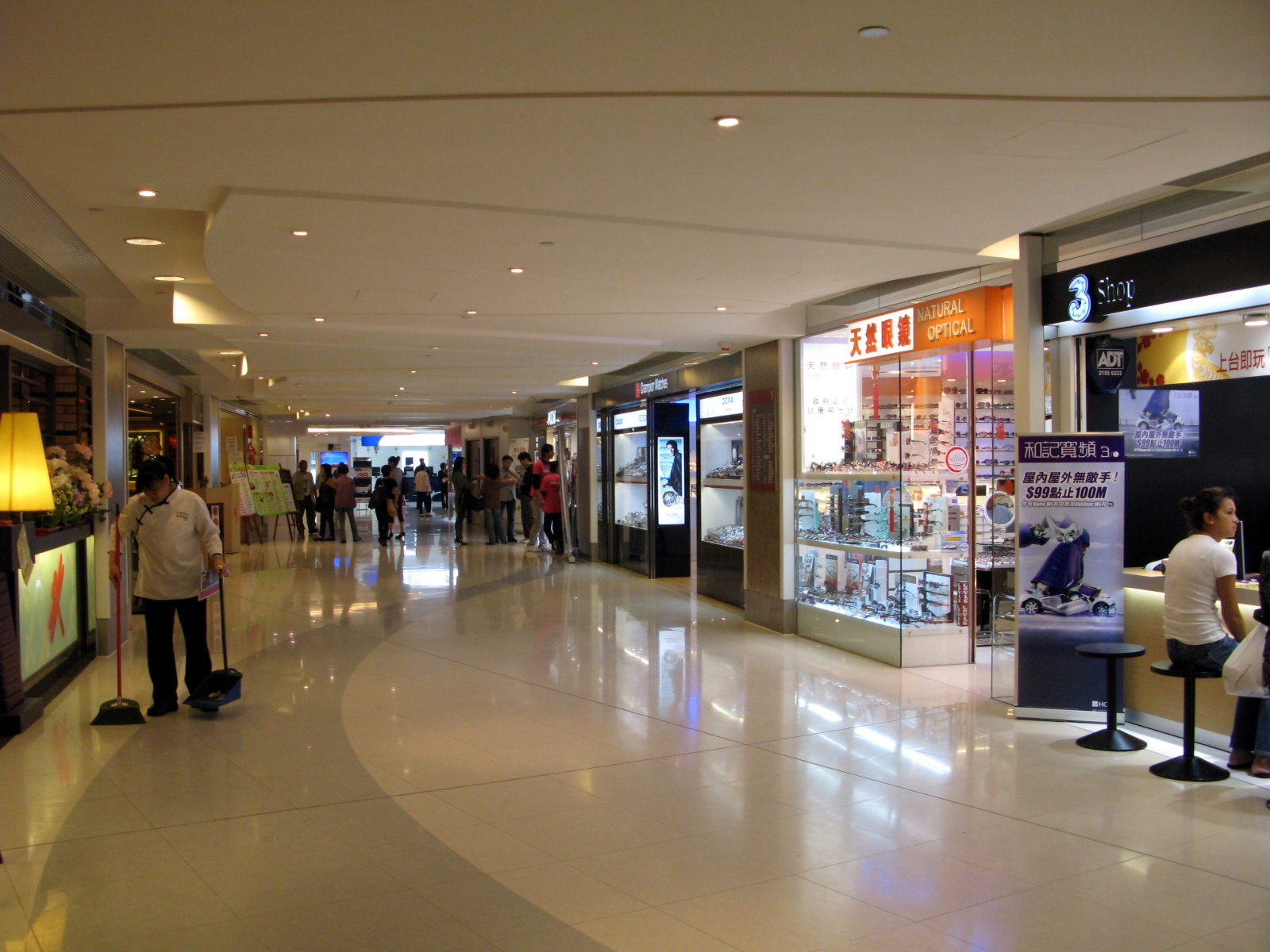
翻新後樂富廣場3樓
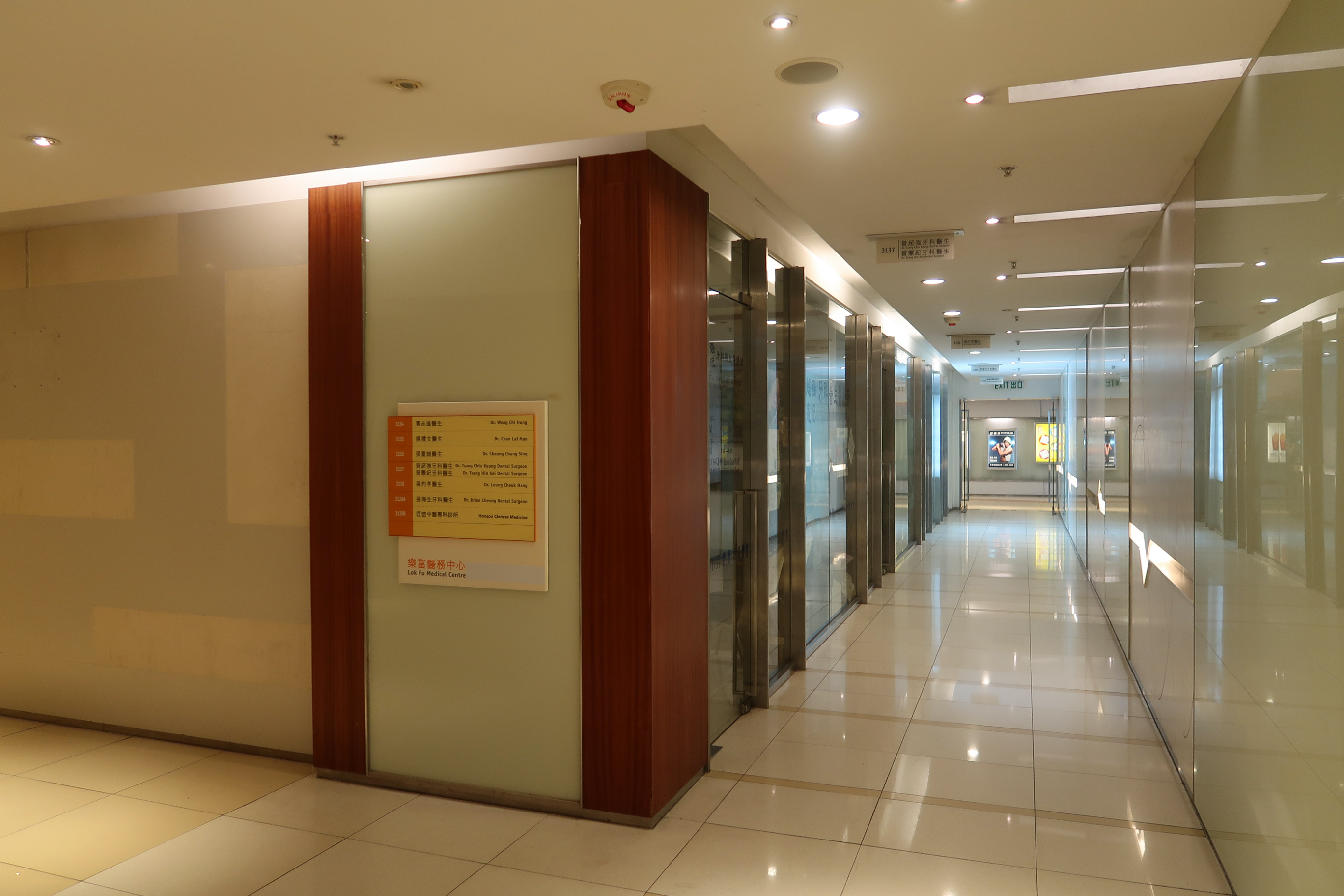
3樓樂富醫護中心
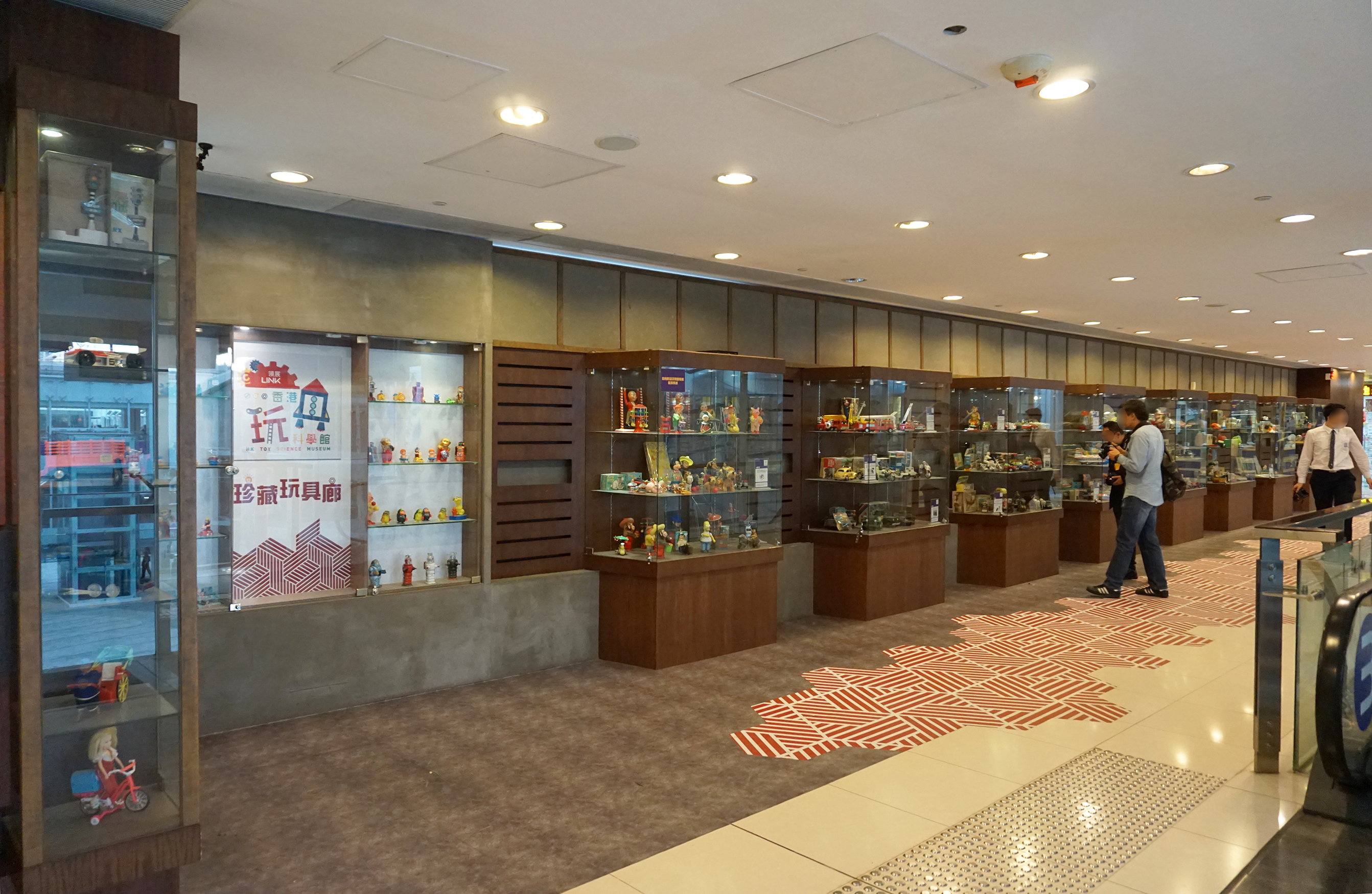
三樓設珍藏玩具廊（2017年）
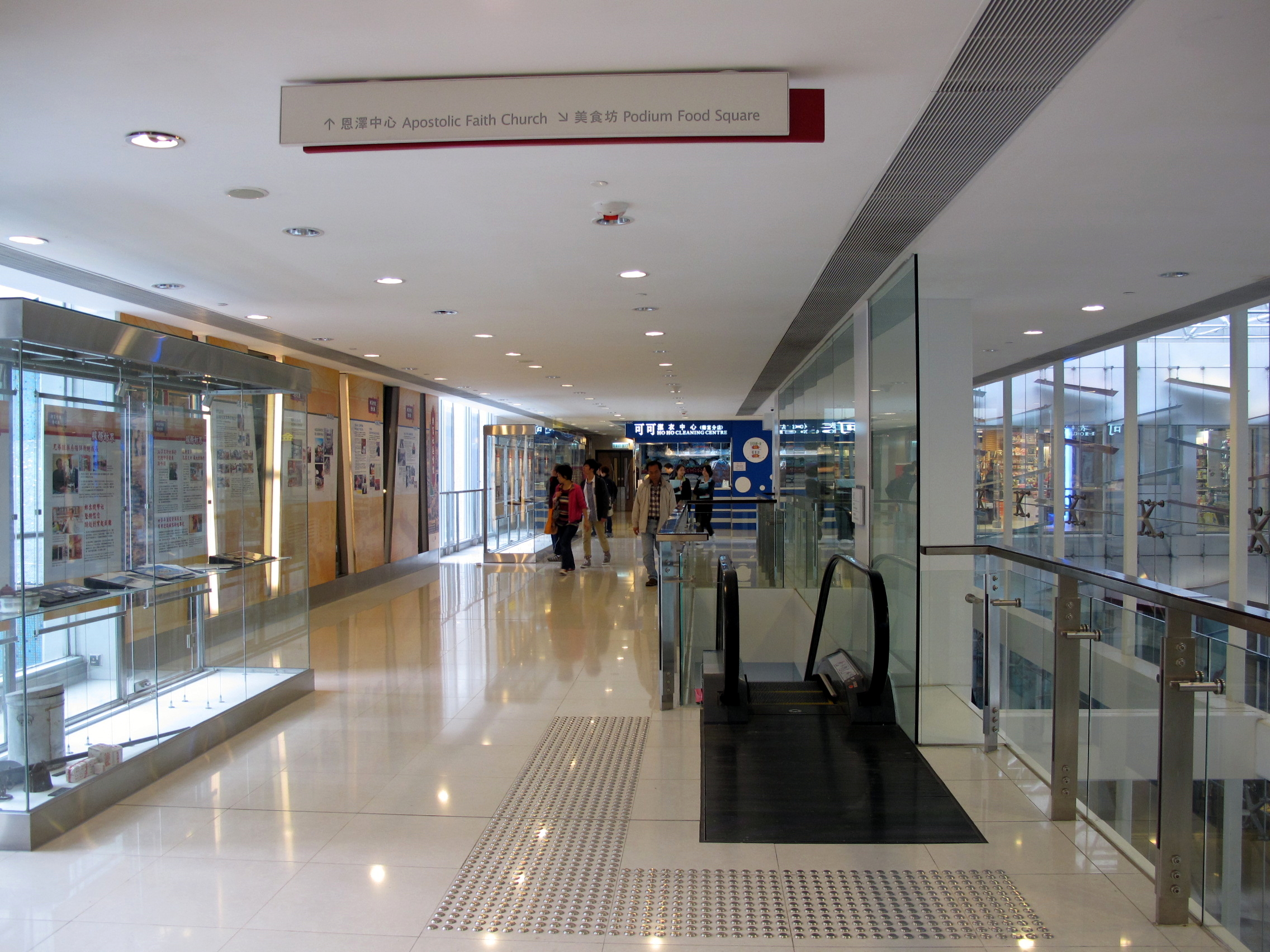
三樓設商場歷史長廊（2011年）
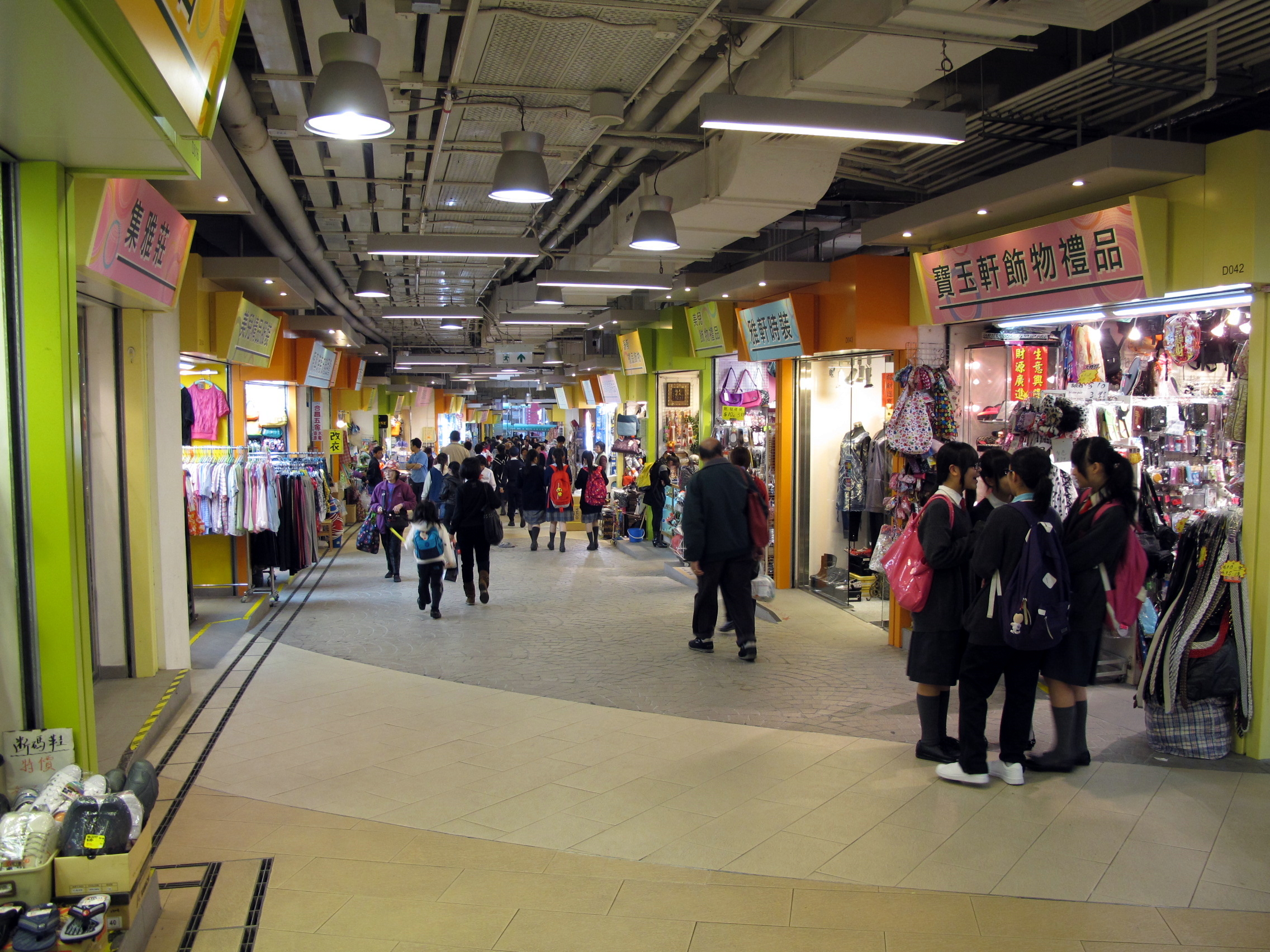
乾貨街市名為「樂富市集」，前稱匯樂里
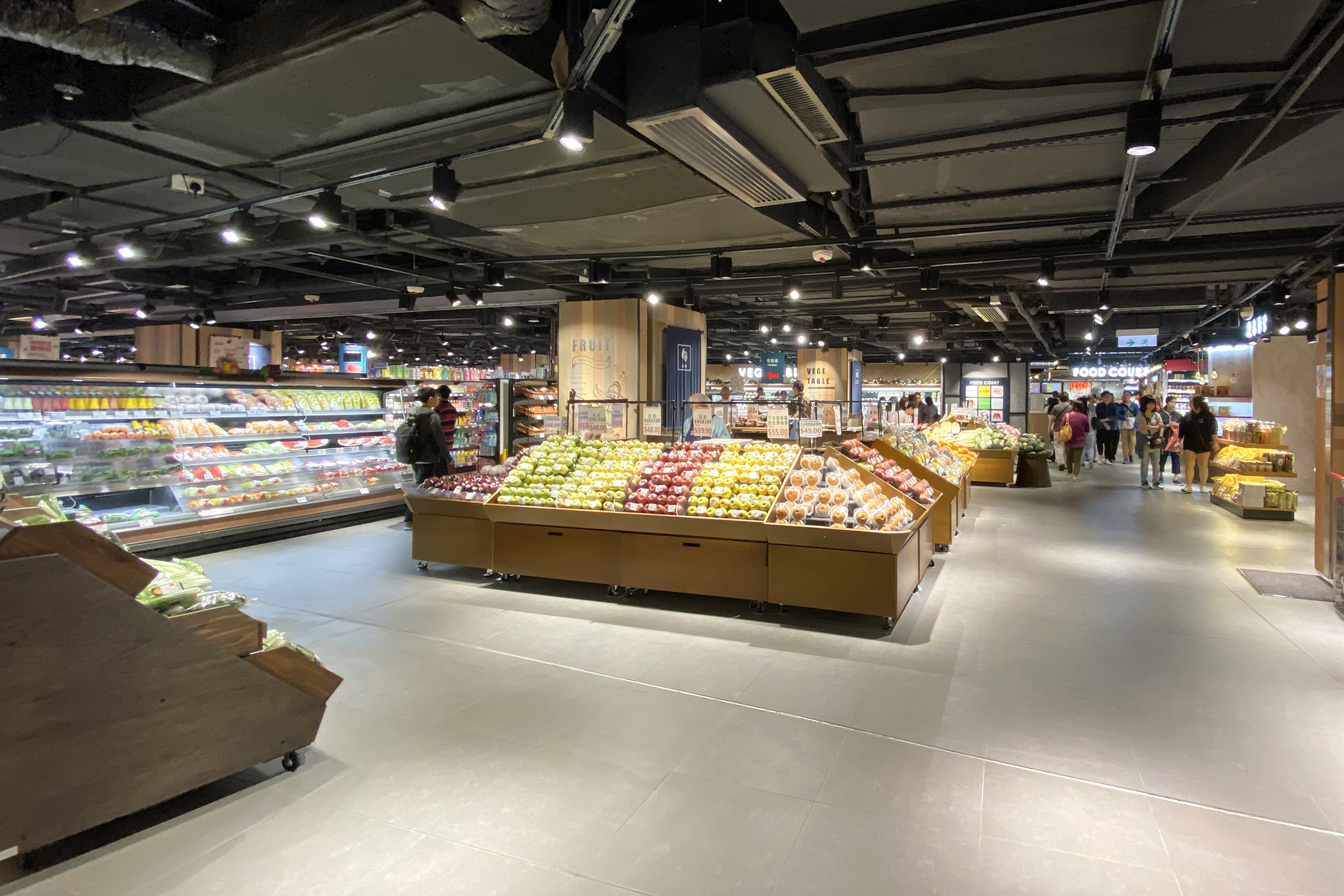
2019年翻新後的UNY超級市場

## B區（前稱二期）

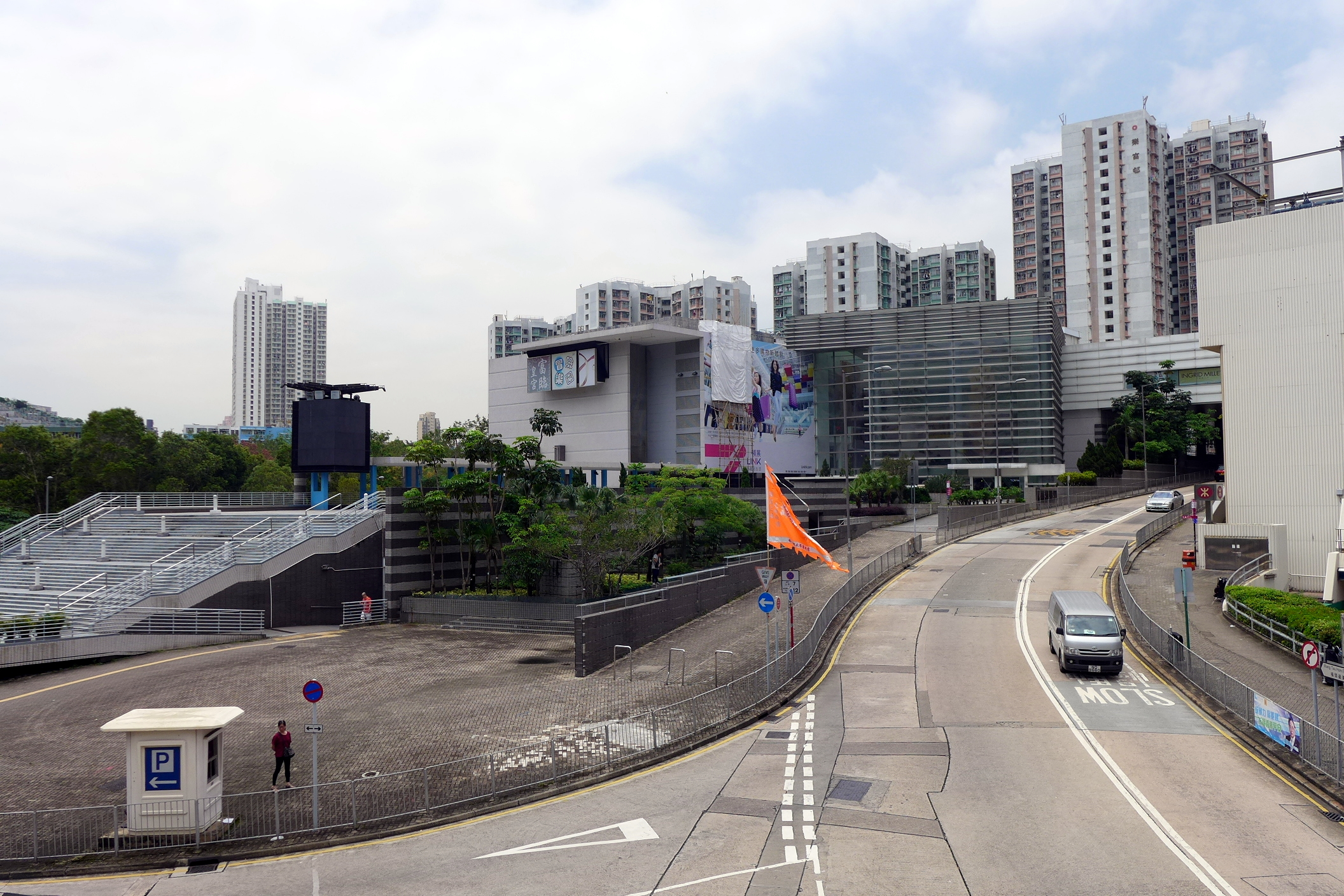
樂富中心擴建部份（B區）外貌（2016年）

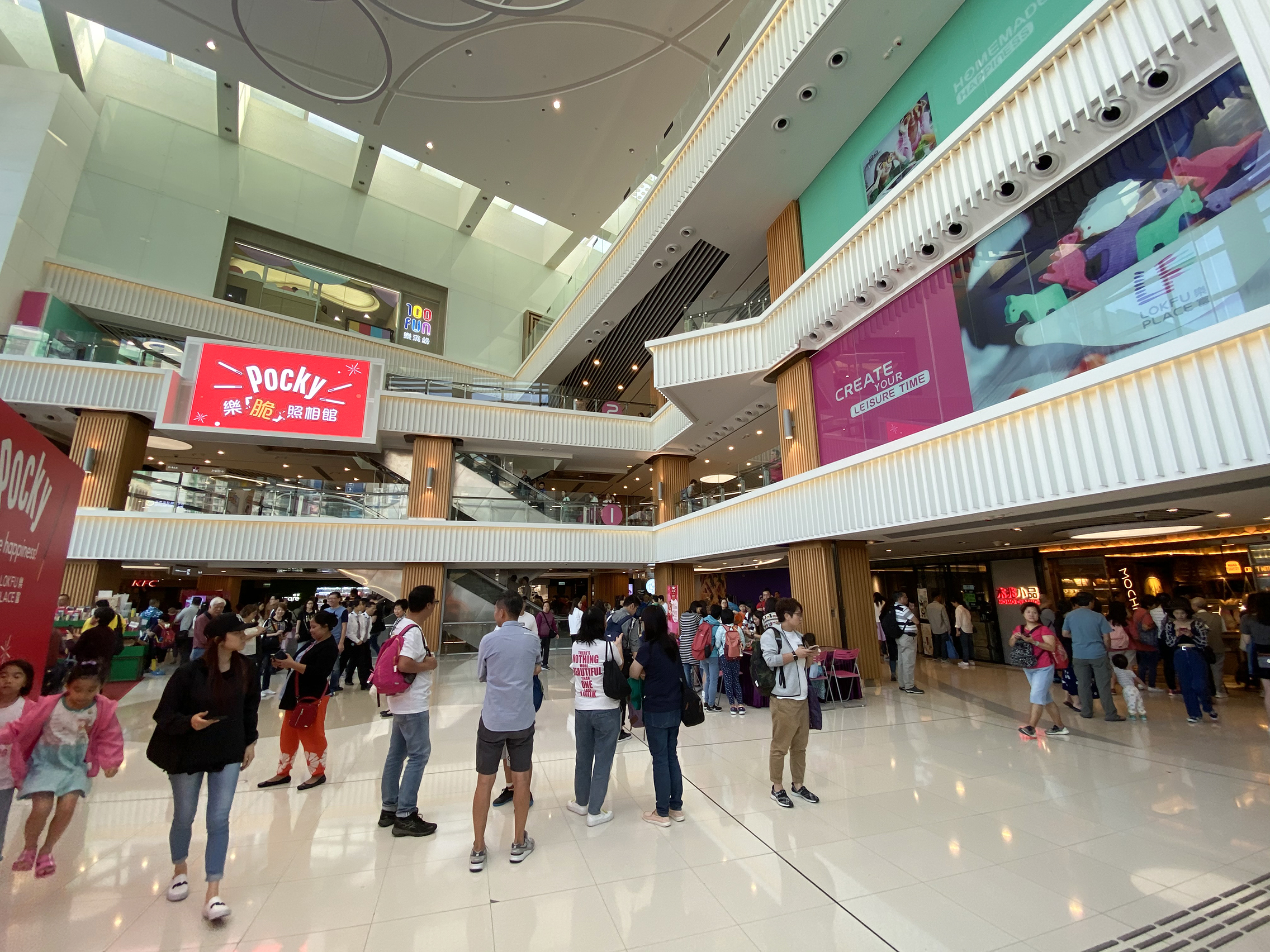
2019年翻新後的B區中庭

樂富中心擴建部份，即第二期商場於1991年落成，樓高六層，提供14,300平方米的零售面積，地庫二層設樂富專線小巴總站及設行人隧道直達港鐵樂富站B出口，地下玻璃幕牆天花設計的商場中庭以及商場平台可作為推廣活動場地用途，三樓設高架密封式行人通道通往第一期商場。第二期商場由本港著名建築師嚴迅奇於1988年著手設計，於1991年落成，同年獲建築師學會優異獎及於1994年獲得亞洲建築師協會金獎。

#### 吉之島
第二期商場前最大商戶為1991年開業佔四層全層的日本大型百貨公司吉之島(全港第3間分店，現名永旺百貨)，地庫一層為超級市場及美食廣場、一樓為時裝部及化妝品專層、二樓為精品玩具、家品及傢俬部，後來位於三樓的樂富戲院於2000年代初結業，吉之島百貨並擴張至樂富戲院原址，並開設電器部、吉之島十元廣場及南夢宮夢幻世界，隨後再佔用三樓高架密封式行人通道開設吉之島特賣場。

### 翻新工程
2007年1月，領展建議把位於樂富廣場第二期的吉之島百貨遷往第一期，原有位置則會引入百貨公司UNY。惟於2008年9月，領展宣佈UNY將會進駐樂富廣場第一期，而在樂富廣場第二期經營的吉之島將會結業並且進行改建工程，日後會作為零售及飲食設施；故此在2010年2月28日，屹立樂富近二十年的吉之島百貨宣告結業。另外，商場翻新前地下設有中國銀行、渣打銀行及OK便利店(現恒生銀行位置)等。
吉之島在2010年2月28日結業關閉後，隨即進行翻新工程，相對第一期商場的大規模改建，第二期商場的整體間隔及商場中庭沒有太大改變。在2011年翻新後，工程包括移除來往UG2層和UG1層的上行扶手電梯及樓梯，增設中庭電視及地下至二樓的跨層上行扶手電梯（已拆卸），而吉之島原址拆細為60多間商舖。
2011年B區商場翻新後隨即商戶有地庫一層大眾書局（全線結業）、bossini、地下肯德基（後縮細）、一樓百佳超級市場（後搬遷至二期地庫一層）、二樓必勝客、G2000、三樓無天花設計豐澤（後搬遷至二期地庫一層）、美國冒險樂園（已離場）等。
另一主要商戶則為舒適堡健身中心，於2014年7月開幕，2024年全線結業。

### 第二次翻新
A區、B區外牆於2016年進行翻新。

而B區商場在2018年展開第二次翻新工程。工程包括移除2011年翻新加設的跨層扶手電梯和來往UG2層和UG1層的下行扶手電梯，重新規畫一至二樓的店舖，關閉一樓舊有連接聯合道的出入口（前一樓百佳超級市場旁位置），於一至二樓之間新增連接聯合道的出入口及扶手電梯；工程在2019年完工。

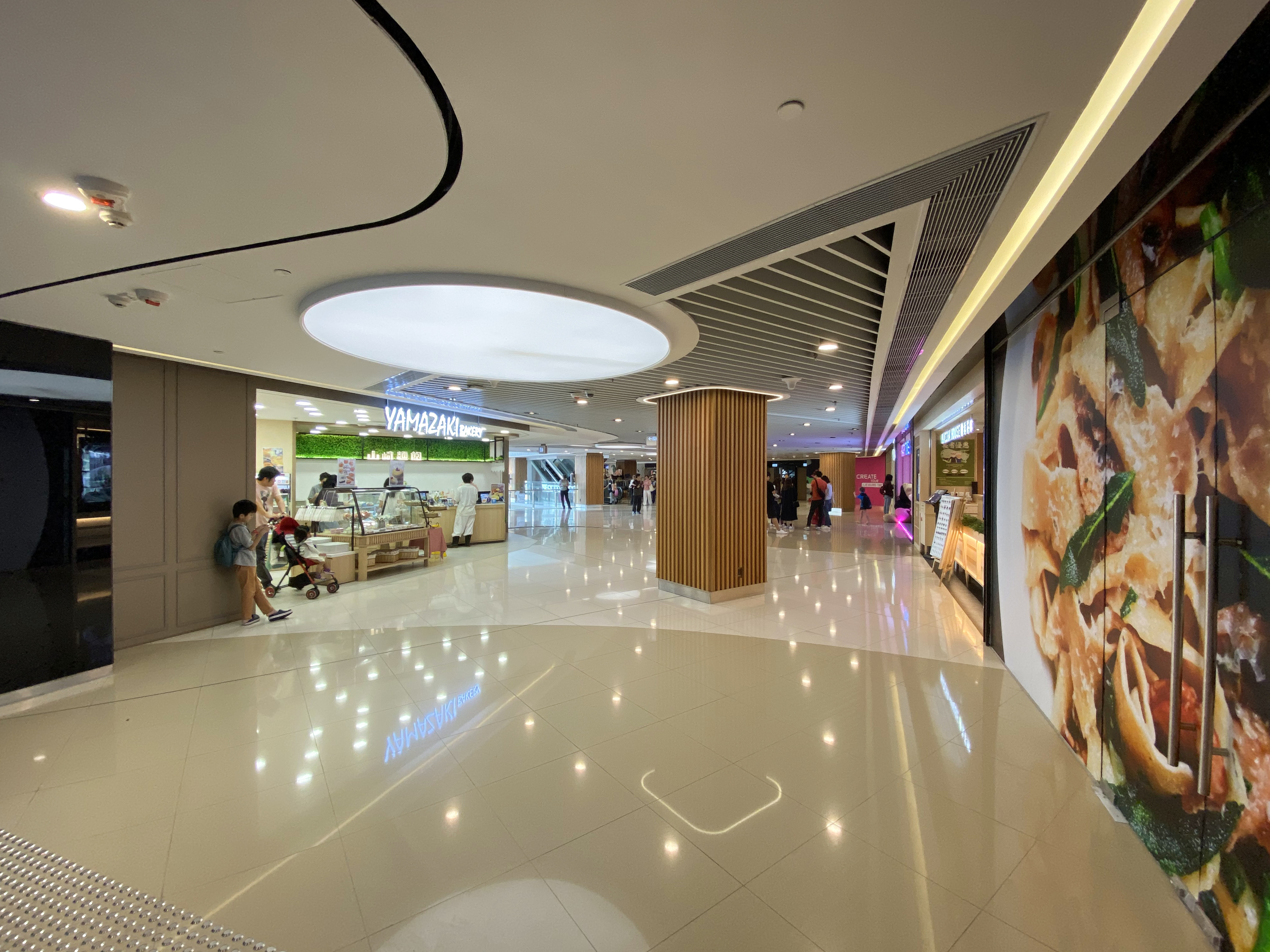
重新規畫後的1樓（2019年）
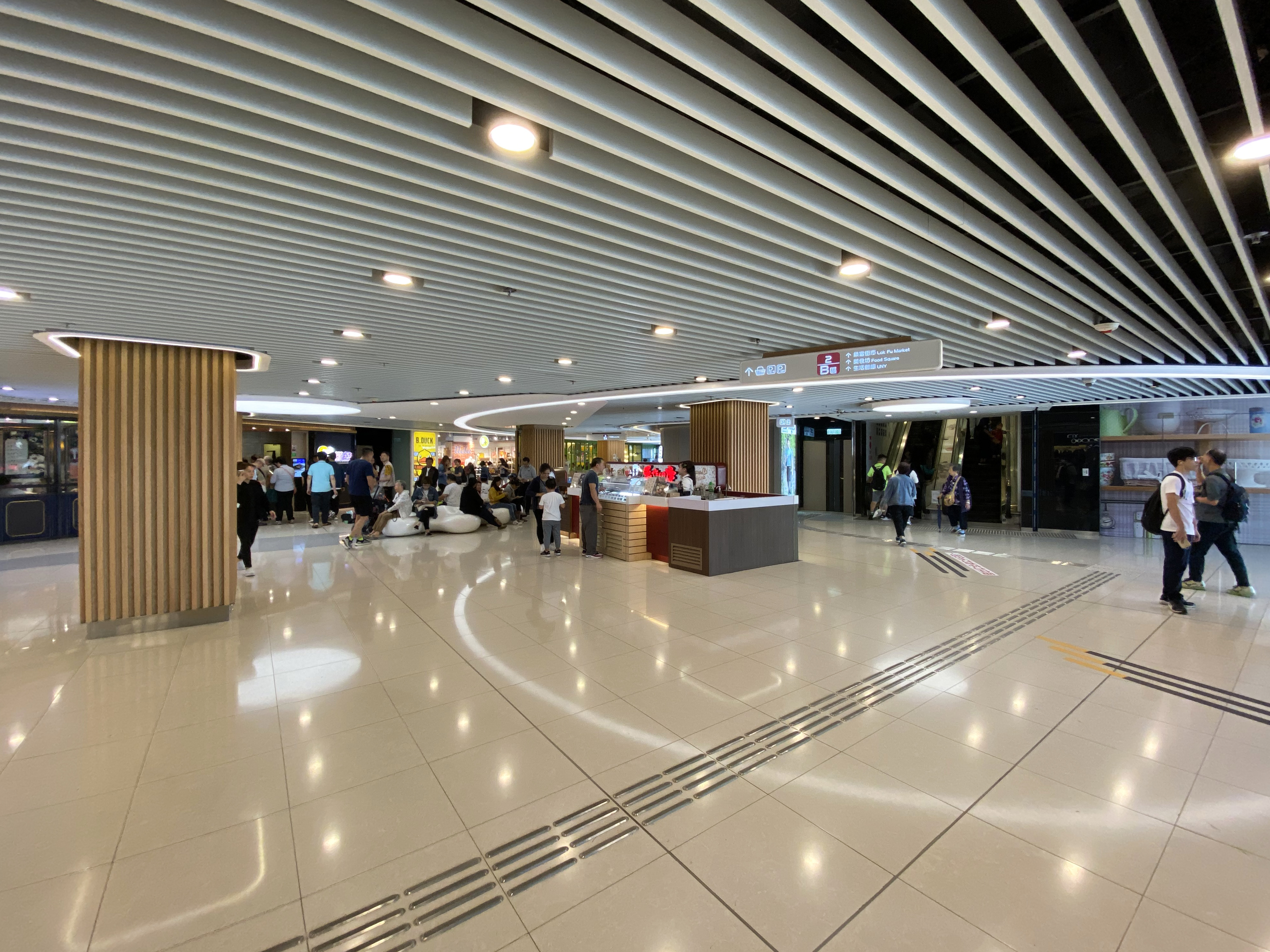
重新規畫後的2樓（2019年）
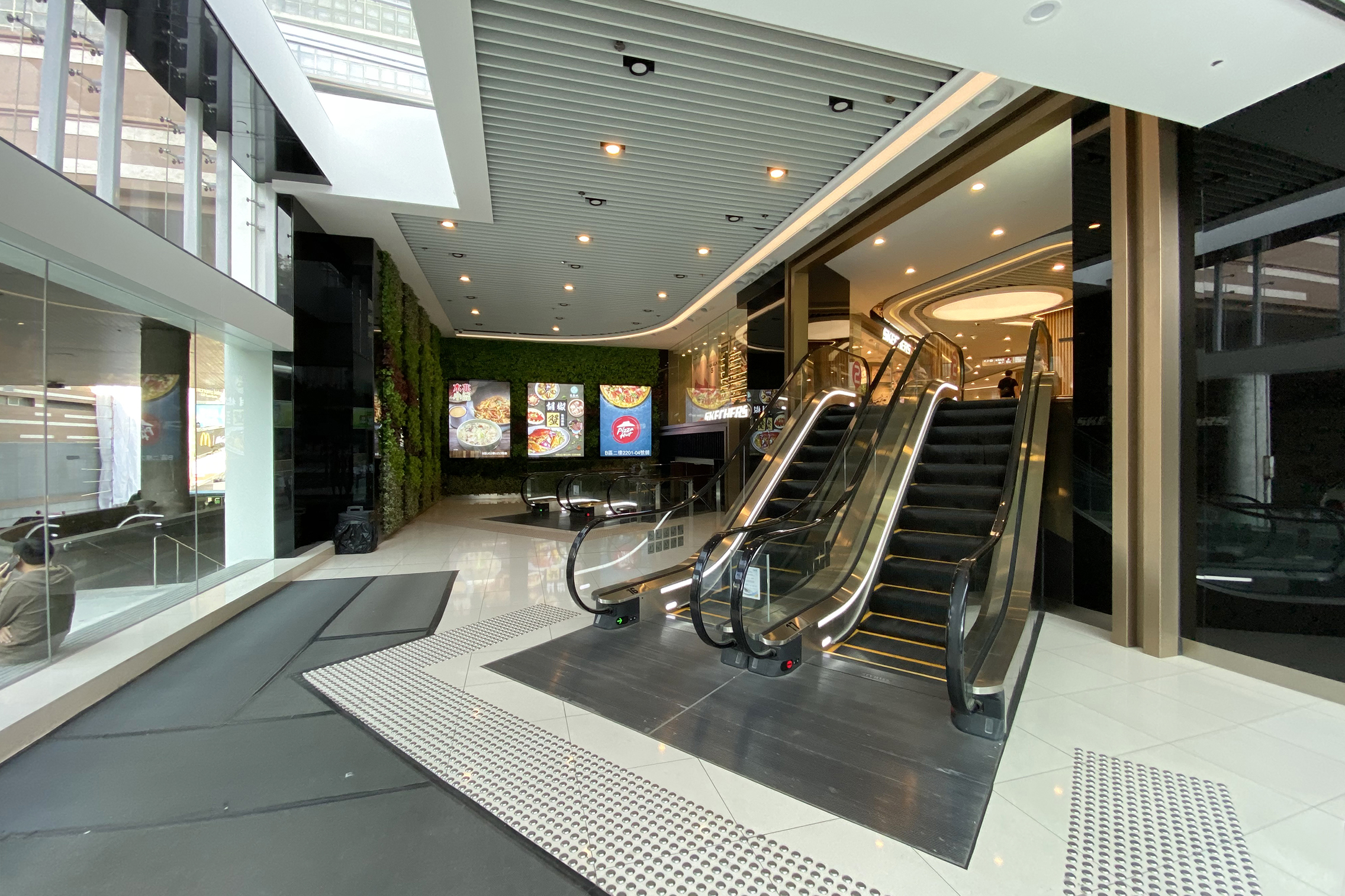
2019年新建的出入口可連接聯合道

### 第三次翻新
2024年，B區商場一樓打通全層商舖，全層引入首度於公屋商場開設分店的宜得利家居(Nitori)(第2間分店)。

## A區及B區現時商店
UG1層為多間時裝店，包括堡獅龍、佐丹奴、班尼路及Puma；其他租戶包括Mall River、禾歌便利店及莎莎；食肆包括牛涮鍋、壽司郎、和亭日本料理、吉野家及大家樂。
UG2層為年青及運動時裝店，包括哥倫比亞運動服裝、Converse、Michel Rene、S.Culture及steps；食肆包括海鱻城、木兆小品、肯德基。
一樓租戶包括美亞文具、lady story時裝店、YUZU 及食之城；其餘店舖仍空置中。2024年開設宜得利家居。
二樓設9間店舖，包括清剪、Who's Aromist護膚店、Maple Fashion；食肆為必勝客。
三樓為豐澤電器、new vision蘋果電腦專門店、美國冒險樂園、24/7 Fitness 、Skin Food及Ingrid Millet美容店等。

## 翻新前及首次翻新的圖片集

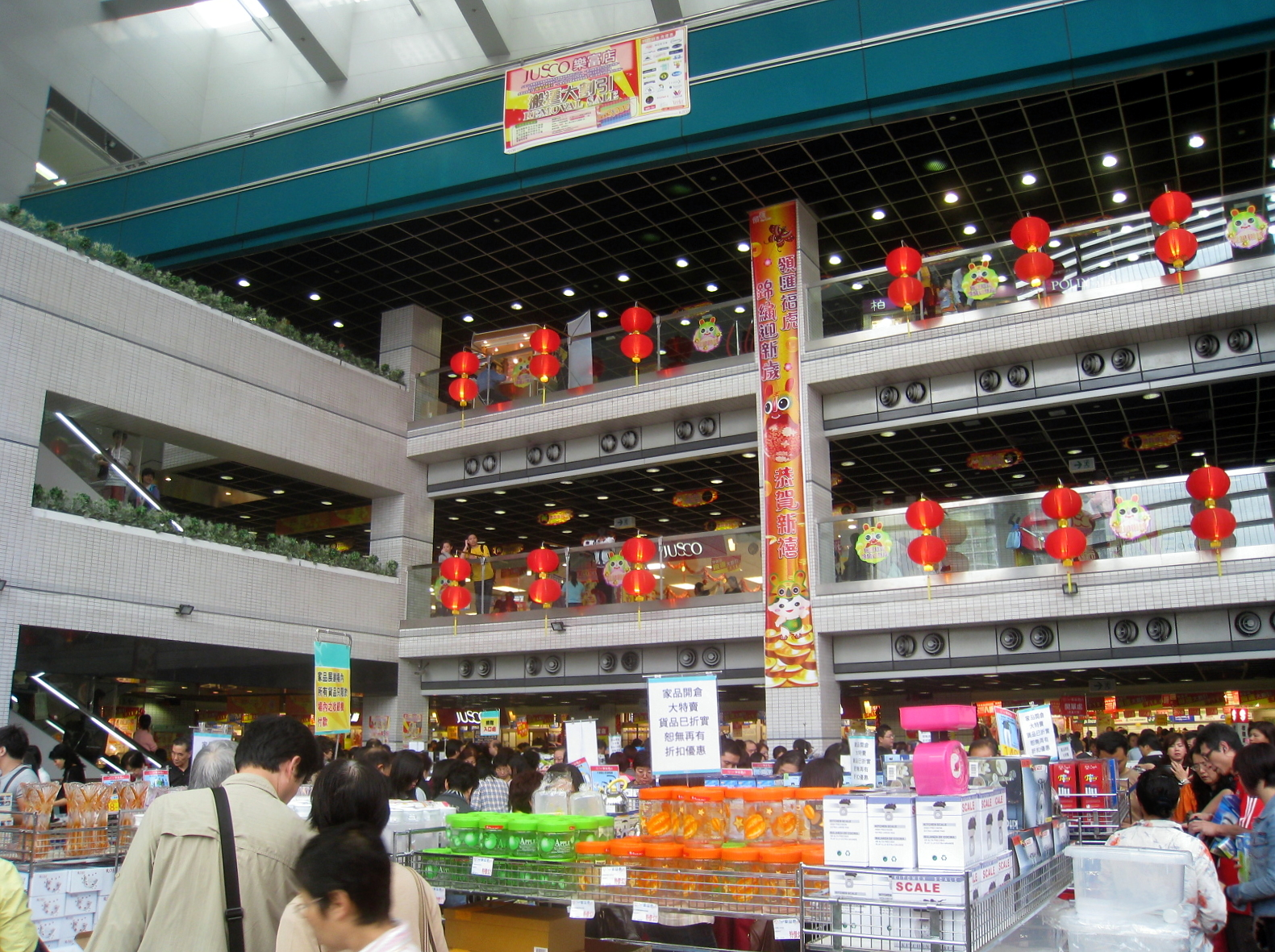
翻新前的B區中庭（2010年）
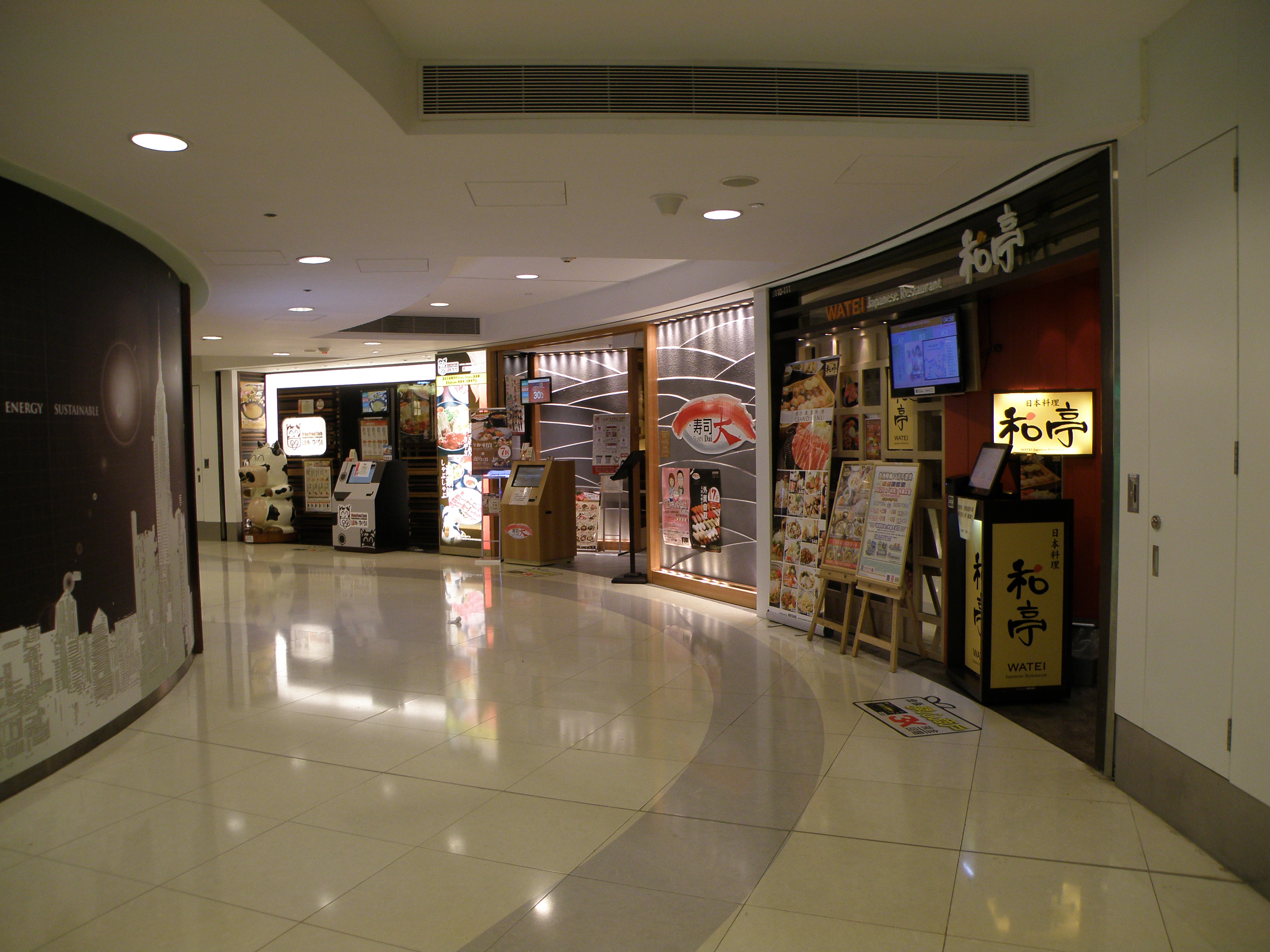
UG1層食肆
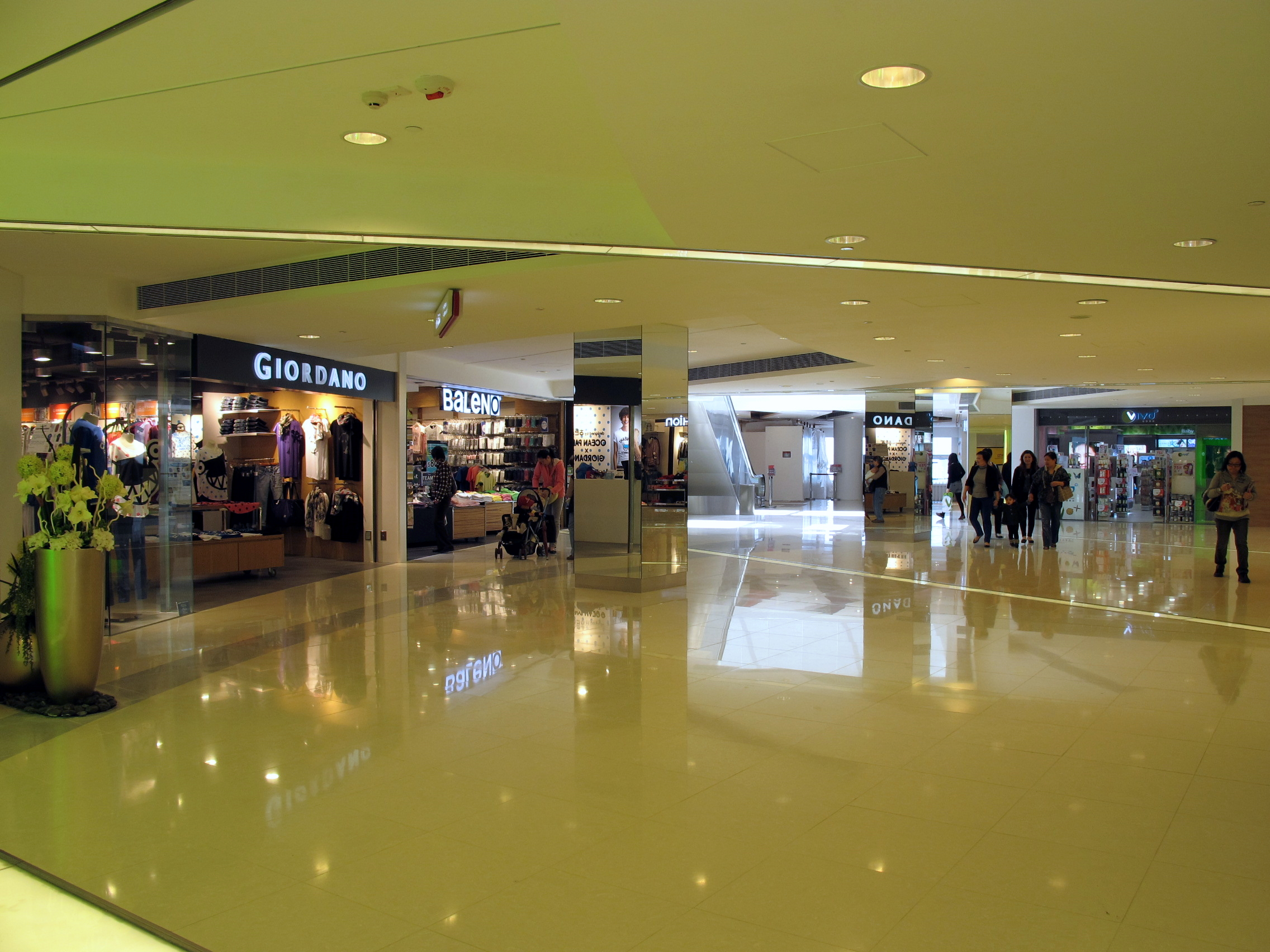
UG1層通道（2011年）
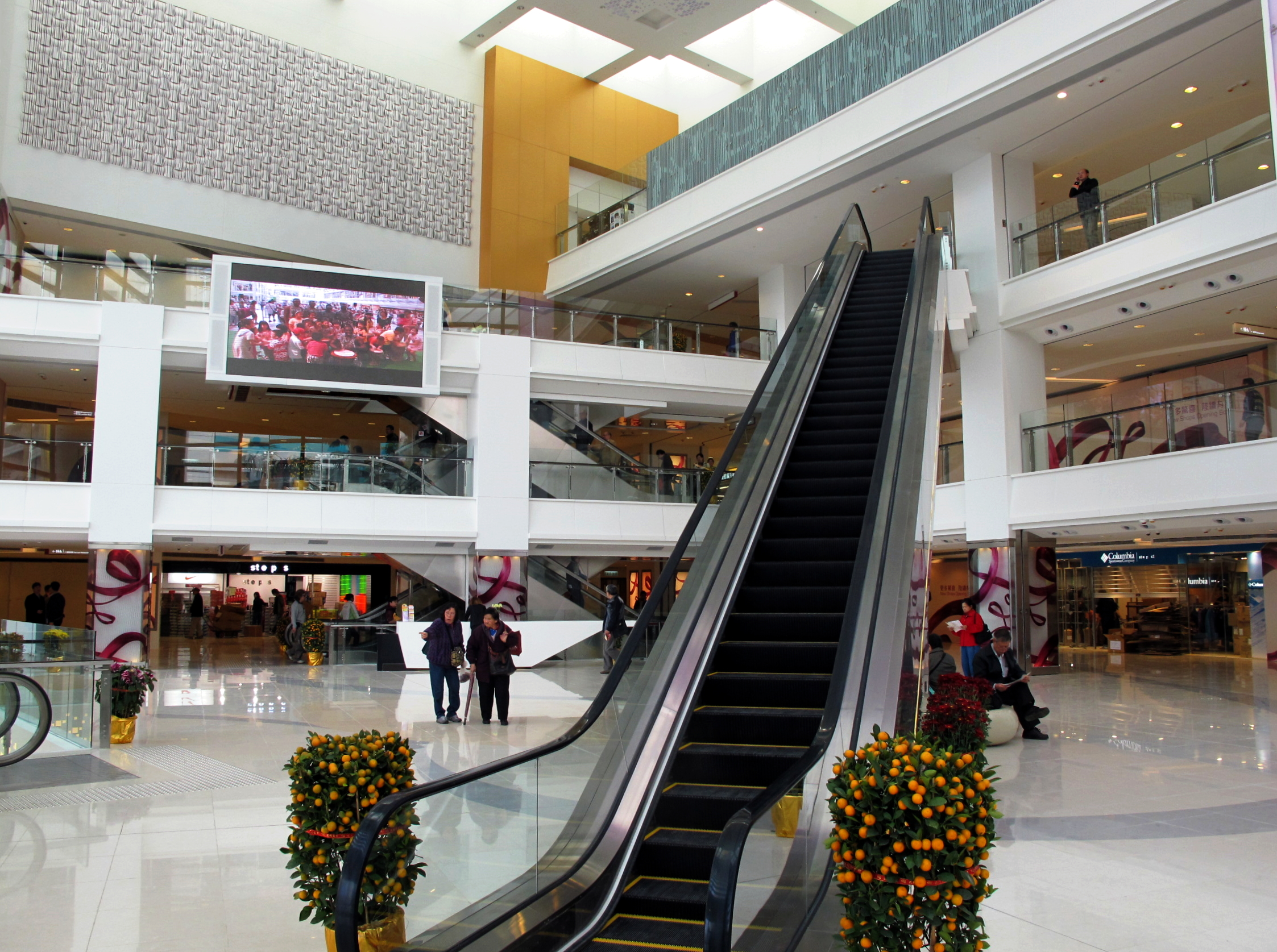
翻新後的B區中庭（2011年）
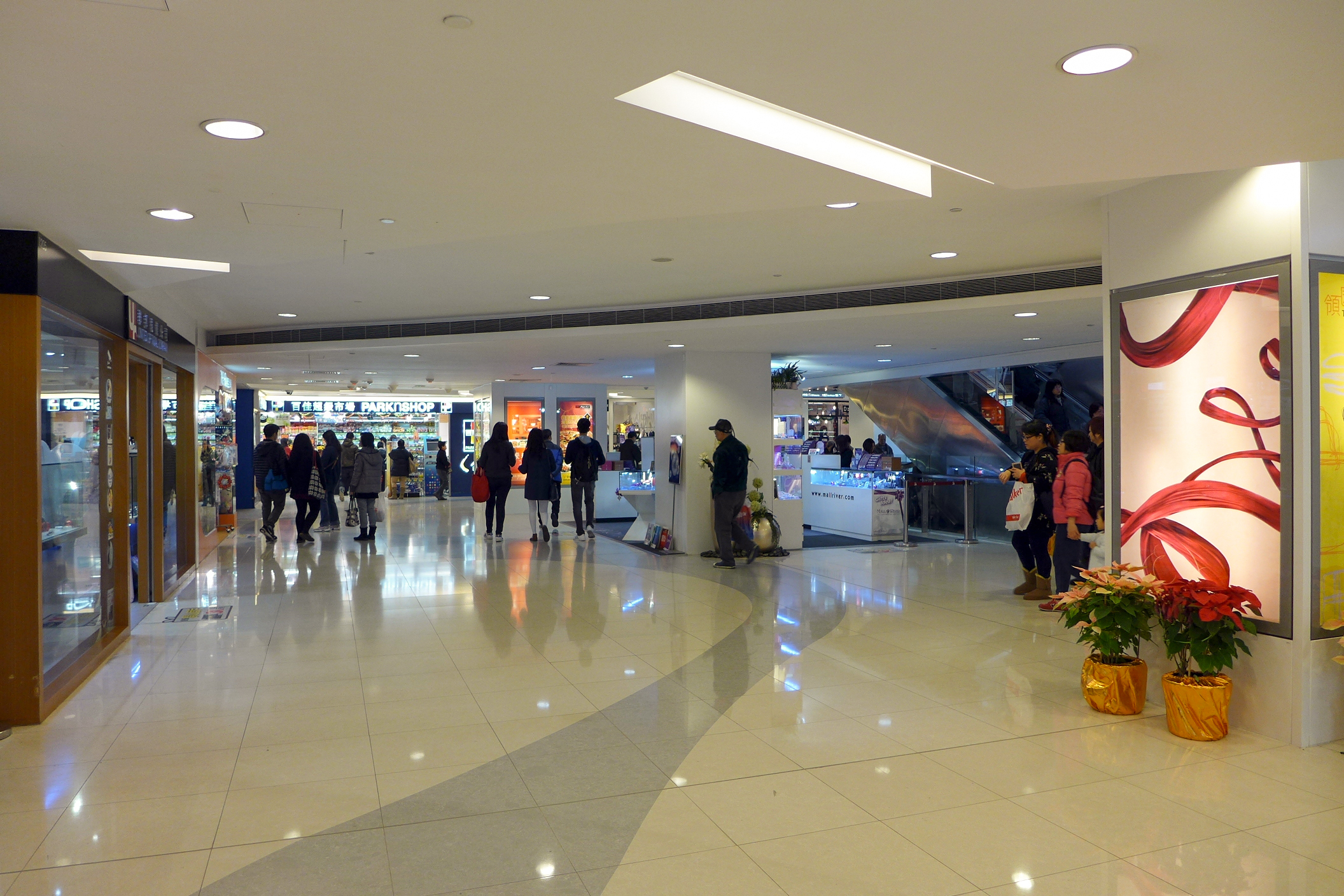
1樓通道（2014年）
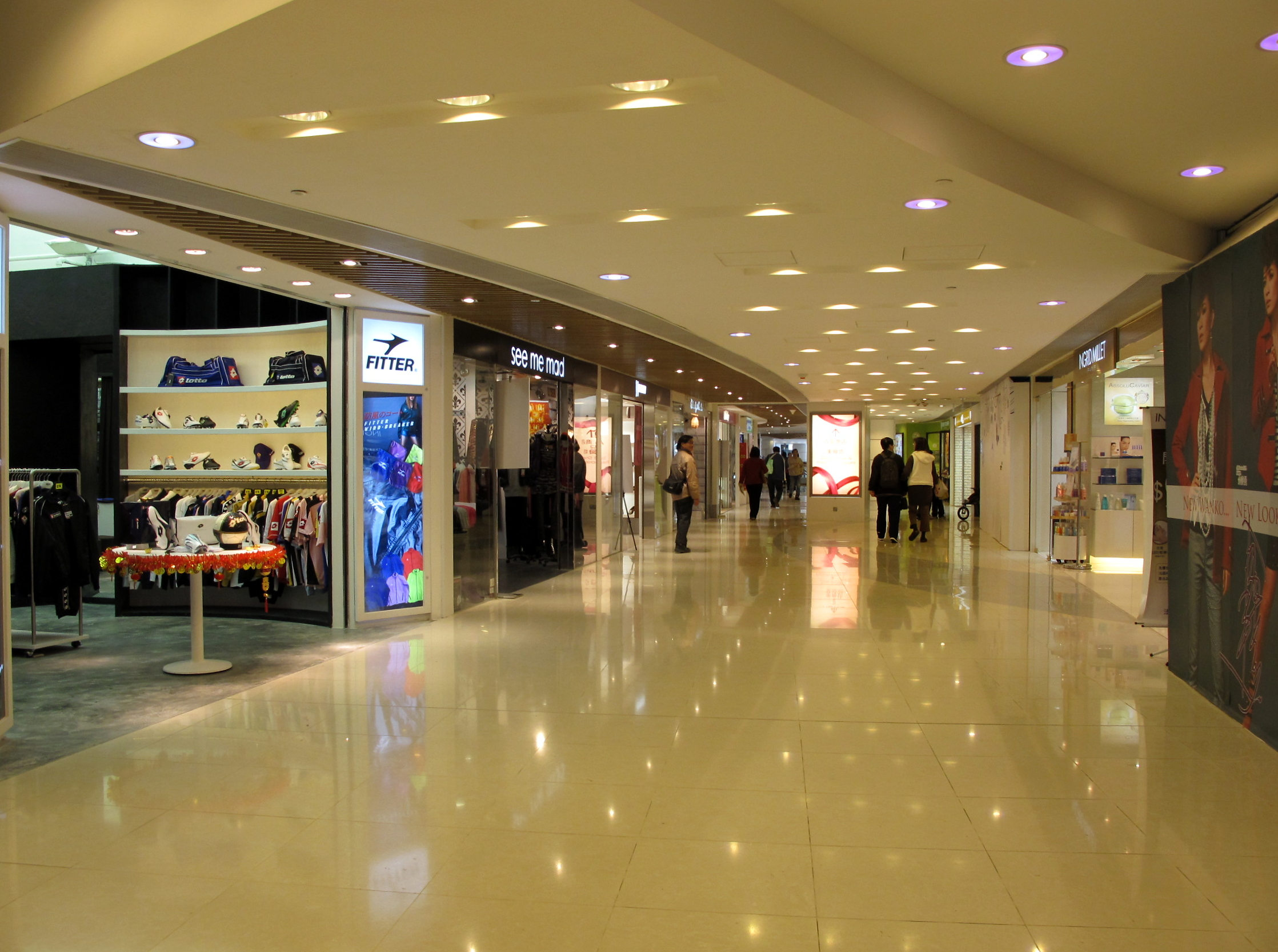
3樓連接A區的通道（2011年）

## 交通
鄰近港鐵樂富站及樂富巴士總站，B區商場地庫二層的樂富專線小巴總站提供免費穿梭巴士服務，來往廣播道及畢架山。2011年，領匯提出樂富廣場增設聯合道車輛出入口及上落客點，但至今未能成事。

## 事故
- 2014年3月30日晚上，香港天文台發出黑色暴雨警告，暴雨下的樂富廣場因為雨水渠未及疏導雨水，導致雨水流進商場。有商舖指雨勢最強時，水從天花位置流進其中一條扶手電梯，形容像開花灑般，這條電梯過了一晚後要暫停作維修。翌日，商場內放了大大小小的水桶。有超市貨物被淋濕，扶手電梯仍然見到水漬。負責管理樂富廣場的領展指，商場三樓位置設有雨水渠，連接天台及附近住宅屋邨雨水渠，用作疏導雨水。事發時持續暴雨導致雨水渠排水量驟增，雨水於部份渠口流出，由假天花位置流進商場，並不涉及天花物料損毁。有學者亦認同，認為事件與維修保養未必有關。[14]
- 2016年7月28日晚上7時許，補習天王周勤才駕駛一輛平治房車失控直剷上樂富街市旁的行人路，意外共造成6人受傷，其中一名男傷者被撞倒復遭捲入車底被困，周勤才涉嫌危險駕駛被捕。[15]

## 參看
- 領展房地產投資信託基金
- 樂富邨

## 外部連結
- （繁體中文） 樂富廣場 （页面存档备份，存于）
- （繁體中文）樂富中心 , [2020-02-12]. （原始內容存於2005-11-10）

22°20′15″N 114°11′14″E / 22.33740°N 114.18716°E